# Hieronymus Biechelberger

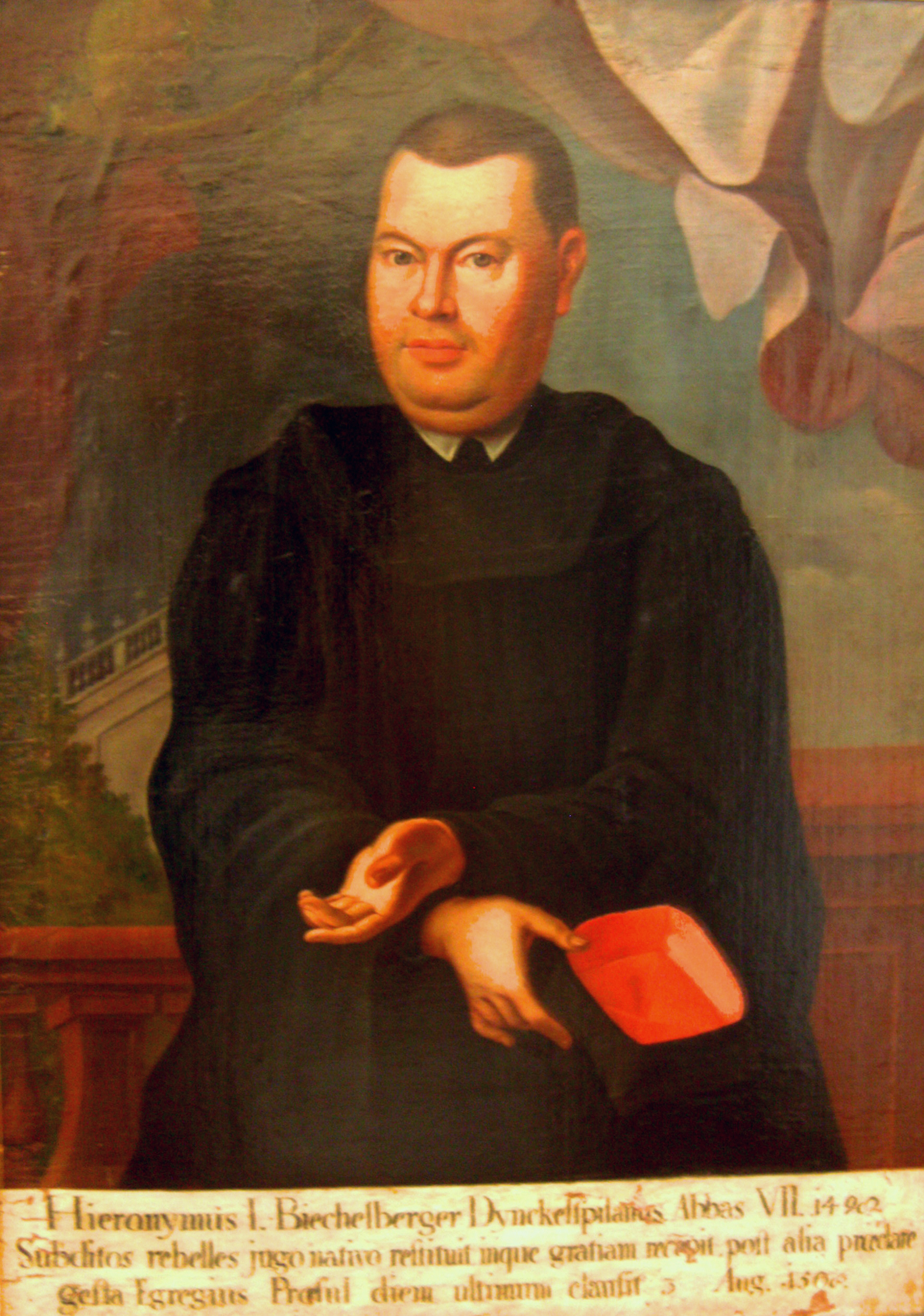
Hieronymus Biechelberger

Hieronymus Biechelberger OSB (* im 15. Jahrhundert in Dinkelsbühl; † 30. August 1508 in Ochsenhausen) war als Hieronymus I. der 7. Abt der Reichsabtei Ochsenhausen im heutigen Landkreis Biberach in Oberschwaben.

## Amtsantritt und Bautätigkeit
Am 28. Februar 1498 wurde Hieronymus Biechelberger zum Abt gewählt. Der Bürgersohn aus Dinkelsbühl trat schon unter Abt Jodokus Bruder in den Konvent ein. Er übte bis zur Abtswahl mehrere klosterinterne Ämter aus, so die Funktion des Großkellerers. In Georg Geisenhofs Beschreibung über das Kloster ist es seinem Geschick zu verdanken, dass der Neubau der Kirche schon in der kurzen Zeit von sieben Jahren beendet werden konnte. Der Abt ließ den Hochaltar der Stiftskirche vollenden und die Pfarrkirche in Reinstetten erweitern.

## Bauernunruhen
Für die leibeigenen Untertanen des Stiftes war der Neubau der Klosterkirche eine Herausforderung. Sie wurden zu Geldzahlungen und unentgeltlichen Spann- und Frondiensten für das Kloster herangezogen. Als Bauern bewirtschafteten sie die Höfe, die dem Kloster gehörten, mussten dafür eine Pacht zahlen und dem Grundherrn, sofern er aus dem Klerus stammte, einen Zehnt leisten.
Bald nach der Abtwahl kam es 1501 zu ersten Unruhen. Aus 38 zum Kloster gehörenden Ortschaften, erhoben sich die Lehensbauern. Die Untertanen, angeführt von den Ortsvorstehern, versammelten sich im Innenhof des Klosters und kündeten dem versammelten Konvent, begleitet von Beschimpfungen, den Dienst und Gehorsam auf. Abt Hieronymus ging von seinem Fenster aus auf die Klagen, Forderungen und Beschwerden der Untertanen ein. Er ließ durch die Ortsvorsteher und einen rechtlich versierten Beauftragten des Klosters namens Georg Sattler den Kanzleibeamten Friedrich von Dankersweil und Prior Raimund Kantengießer ein Protokoll mit den Forderungen der Untertanen des Stiftes aufsetzen.

## Untertanenvertrag

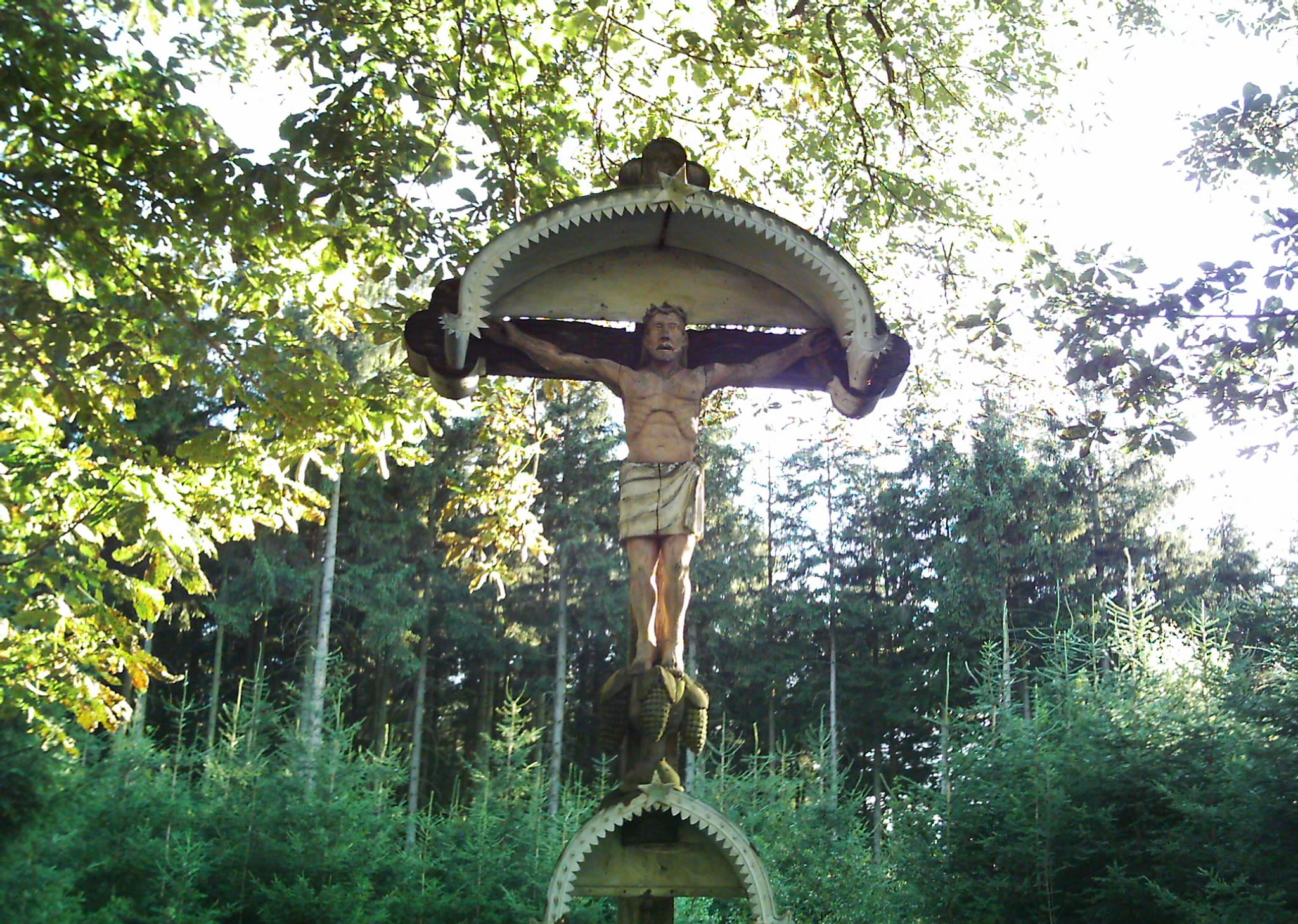
Feldkreuz im Wald bei Englisweiler

Es kam unter anderem zu folgenden Änderungen im Rechtsverhältnis des Stiftes zu seinen Untertanen.
1. Alle Klostergüter werden zu Erblehen.
2. Die Güter haben Kaufrecht, das Kloster erhält ein Vorkaufsrecht zu einem Preis, der einen Gulden unter dem Schätzwert liegt.
3. Wechselt der Lehensinhaber, zahlt der alte fünf Prozent, der neue zehn Prozent des Schätzwertes an das Kloster.
4. Werden Güter neu vergeben, werden Klosteruntertanen bevorzugt, aber jeder Bauer darf nur ein Gut bewirtschaften.
5. Die Leibeigenen können ihre fahrende Habe vererben, wobei der Erbe fünf Prozent des Schätzwertes an das Kloster zu zahlen hat.
6. Für die Untertanen gibt es Freizügigkeit, aber sie müssen ihre Zahlungen weiterhin an das Kloster leisten.
7. Leibherrliche Abgaben werden auf eine pauschale Geldabgabe von 1 Pfund Heller für den Gewandfall beschränkt.
8. Das Kloster teilt den Bauern Bau- und Brennholz zu.[2]

Fast alle Ortsvorsteher waren mit den Regelungen zufrieden. Doch einem Teil der Untertanen war das zu wenig. Sie rotteten sich abermals zusammen. Biechelberger forderte Truppen vom Schwäbischen Bund an, der ohne Anwendung militärischer Gewalt unter Hinzuziehung Abgesandter der freien Reichsstädte Memmingen und Ulm, des Fürststift Kempten und der Freiherrschaften von Freyberg auf Steißlingen, von Eglofs und von Reitheim auf Angelberg die Sache in kurzer Zeit beilegte. Das ausgehandelte Dokument unterzeichneten Fürstabt Johannes aus Kempten, Freiherrschaft von Steißlingen, von Eglofs, von Reitheim aus Angelberg, Jakob Ehinger Bürgermeister, Mathias Lupin Ratskonsulent in Ulm und Konrad Vöhlin Bürgermeister von Memmingen.
Es blieb allein der Fall von drei österreichischen Lehensbauern aus Englisweiler. Sie hatten wiederholt Waldfrevel begangen und bei jeder Gelegenheit aufrührerische Reden gegen das Stift gehalten. Die Rebellen mussten sich vor dem Abt und den versammelten Untertanen im Klosterhof auf den Boden werfen, von ihren Taten abrücken und sie bereuen. Abt Hieronymus versicherte ihnen darauf seine ungeheuchelte Versöhnung und sagte den anderen versammelten Untertanen seine Bereitschaft zu, jederzeit ihre Sorgen anzuhören. Diese Verbesserungen für die Leibeigenen des Klosters verhinderten, dass der Bauernaufstand von 1525 auf das geistliche Gebiet übersprang und sorgten dafür, dass es während der ganzen Reformationszeit ruhig blieb.
1501 inkorporierte Papst Alexander VI. die Pfarrei Kirchdorf an der Iller nach Ochsenhausen. Abt Hieronymus starb am 30. August 1508 in Ochsenhausen.